# Клиноптилолит
Клиноптилолитът  (Clinoptilolite) е от групата на минералите, наречени зеолити (от гръцки: „зео“ – кипя, „литос“ – камък.), образували се преди милиони години в резултат на вулканична пепел, която е била изложена на много високи температури и налягане. Минералът е наричан още Клиноптилолит, Клиновит и Зеолит.

## Химичен състав
Зеолитите са съставени предимно от силиций, калий, калций, магнезий, натрий и кислород. Съдържат свободни молекули вода.

## Находища
Зеолитни находища са установени в целия свят, а най-големите са в България, САЩ, Куба, Япония и др. Тези в България имат около 80% съдържание на клиноптилолит. В България има шест големи находища на клиноптилолит и едно на морденит в Източните Родопи. „Бели Пласт“, „Мост“, „Голобрадово“, „Белия баир“ имат огромни запаси с високо качество. 